# Sicyosperma
Sicyosperma es un género con una sola especie, Sicyosperma gracile A.Gray, de plantas con flores perteneciente a la familia Cucurbitaceae. 